# 瓦西拉齊鄉
44°18′N 26°27′E / 44.300°N 26.450°E
瓦西拉齊鄉（羅馬尼亞語：Comuna Vasilați, Călărași），是羅馬尼亞的鄉份，位於該國南部，由克勒拉希縣負責管轄，面積73平方公里，海拔高度33米，2007年人口4,244，人口密度每平方公里58人。